# Hampshire County, Massachusetts
Hampshire County är ett område i västra delen av delstaten Massachusetts i USA. Hampshire är ett av fjorton counties i delstaten och huvudorten (county seat) är Northampton. År 2010 hade Hampshire County 158 080 invånare.
1999 överfördes den sekundärkommunala verksamheten i countyt till delstatsmyndigheterna. Kommunerna i området samarbetar i Hampshire Council of Governments.

## Geografi
Enligt United States Census Bureau har Hampshire County en total area på 1 413 km². 1 370 km² av den arean är land och 42 km² är vatten.

### Angränsande countyn
- Franklin County - nord
- Worcester County - öst
- Hampden County - syd
- Berkshire County - väst

### Städer
- Easthampton
- Northampton

### Övriga kommuner
- Amherst
- Belchertown
- Chesterfield
- Cummington
- Goshen
- Granby
- Hadley
- Hatfield
- Huntington (tidigare Norwich)
- Middlefield
- Pelham
- Plainfield
- South Hadley
- Southampton
- Ware
- Westhampton
- Williamsburg
- Worthington